# Luis de Céspedes García Xería
Luis de Céspedes García Xería fue un militar y político español. Durante sus primeros años se enroló en el ejército, donde prestó servicios a la corona española en el Virreinato del Perú, y luego pasó a la Capitanía General de Chile, donde desarrolló su carrera militar luchando en los fuertes y reducciones indígenas, al final de estas campañas llegó hasta el rango de capitán.

## Biografía
El 15 de diciembre de 1624, en una carta escrita por el Consejo de Indias para el monarca Felipe IV, aparece como uno de los candidatos propuestos para hacerse cargo de la Gobernación del Paraguay; sin embargo, ya en 1623 hubo propuestas para que Céspedes fuera gobernador y capitán general en Venezuela y también en la Florida española. Pero entre los motivos que el Consejo lo propusiera para dicho cargo en aquel territorio fue por su experiencia militar, ya que desde hace tiempo en el Paraguay se lidiaba con el problema de las constantes incursiones de los bandeirantes.
El 6 de febrero de 1625, el rey lo designa gobernador y capitán general del Paraguay. En marzo de 1627 ya se encuentra en Bahía, posteriormente en febrero de 1628 llega a Río de Janeiro, donde contrae matrimonio con Victoria de Sá, sobrina del gobernador Martín de Sá. En junio y julio se trasladó a las ciudades de Santos y São Paulo, donde hizo requerimientos a las autoridades de la Capitanía de San Vicente. Luego siguió la ruta del Tieté hasta llegar al río Paraná, donde finalmente llega en Ciudad Real el 18 de septiembre de 1628 y toma posesión de su cargo. El 23 de octubre, es recibido por el Cabildo y Justicia Mayor de Villa Rica del Espíritu Santo, allí fue reconocido y se realizó la procesión del Estandarte Real.

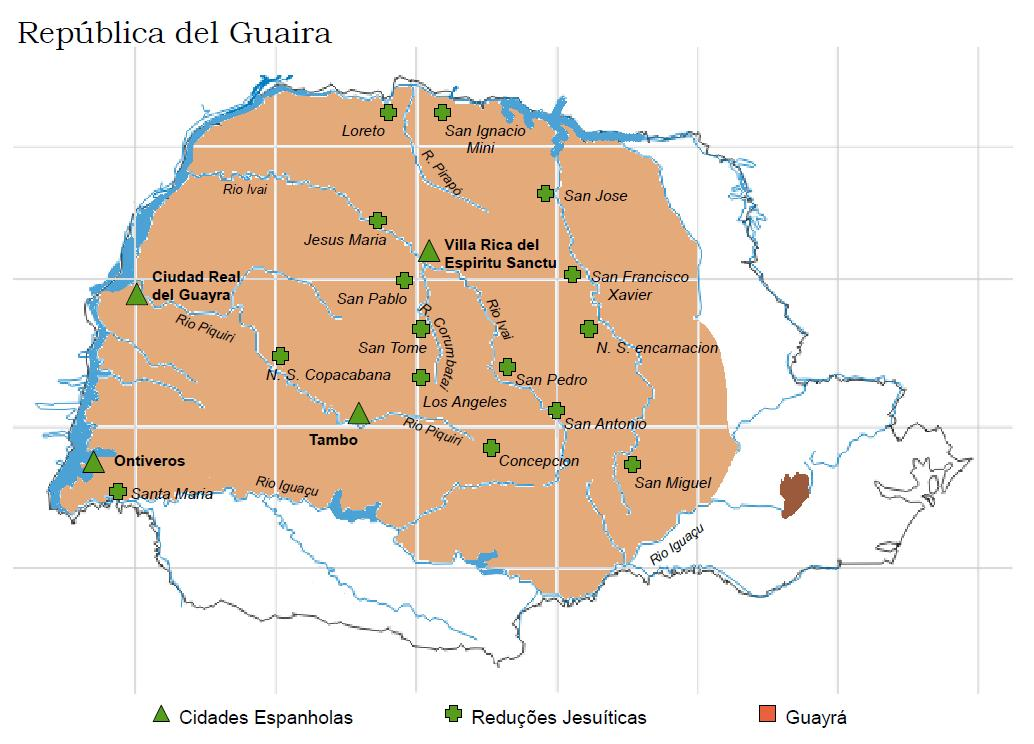
Mapa del Guayrá donde quedaban las villas españolas y reducciones guaraníes, antes de la invasión de los bandeirantes en 1628.

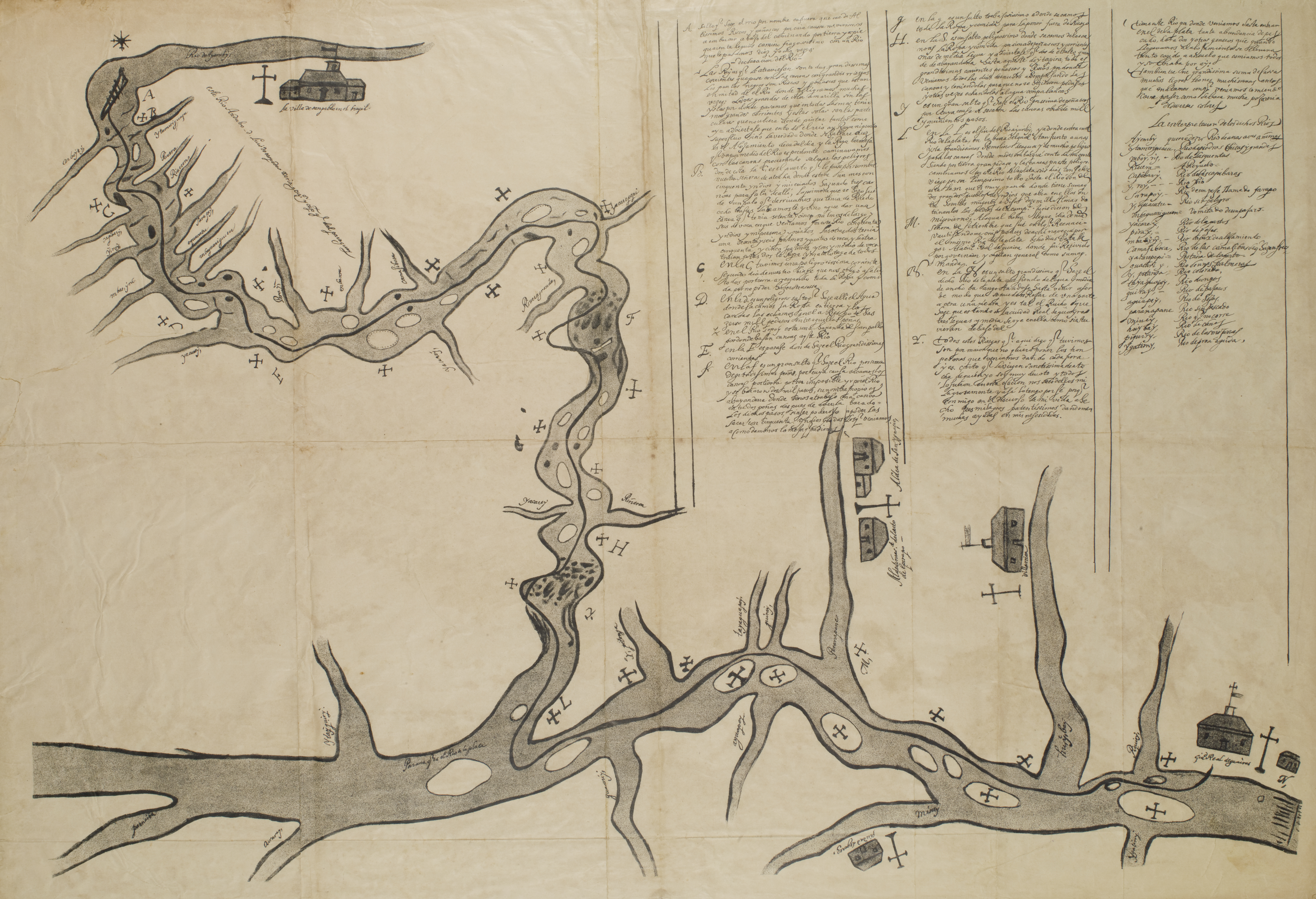
Ruta del viaje de D. Luiz y Sespedes Xerias, al Guairá pasando por São Paulo..

A partir de 1628 se inician las grandes incursiones de los bandeirantes que terminarían asolando todo el Guayrá y el Itatín. Un contingente de 900 blancos y mamelucos, más 2.000 indios tupíes auxiliares divididos en 4 compañías partieron de São Paulo en dirección a las reducciones jesuíticas para capturar y esclavizar a los indígenas que allí residían. En una de estas compañías lideraba el renombrado jefe de esta expedición Antonio Raposo Tavares, que desde joven ya servía a las bandeiras y fue uno de los lugartenientes de Manuel Preto.
En septiembre atravesaron el río Tibagi, ya en territorio español, donde se dedicaron a cazar indios de esa zona. En enero de 1629 y por orden de Raposo Tavares, atacaron la reducción de San Antonio llevando y matando todo a su paso. La misma suerte corrió la reducción de Jesús María, donde otra columna comandada por Manuel Mourato capturó a unos 1.500 indios. En las regiones al este del Paraná, donde había 13 reducciones, los bandeirantes continuaban con sus incursiones. La cantidad de indios capturados para diciembre de 1629 se contabilizó entre 8.000 y 9.000, de las cuales sólo 1.500 llegaron a São Paulo, producto de la marcha forzada y las atrocidades cometidas por los mamelucos y tupíes.
Sólo las reducciones de Loreto y San Ignacio continuaban habitadas, y como los asaltos paulistas proseguían de todas formas, el padre jesuita Montoya ordenó despoblar esas áreas, reubicándolos en la actual mesopotamia argentina, no sin sufrir grandes pérdidas durante el trayecto. Estas invasiones y despoblamientos supusieron el final del dominio español en el Guayrá.
Más tarde los bandeirantes concentraron sus ataques en la región del Itatín, en el actual territorio brasileño de Mato Grosso del Sur, con el mismo resultado ocurrido en Guayrá. La villa de Santiago de Jerez, que fue fundada en 1580 y se encontraba establecida en esta zona, desapareció para siempre en el año 1632.
Ante esos desastrosos hechos, el gobernador Céspedes Xería nunca tomó una seria medida para tratar de neutralizar estas incursiones, lo que levantó sospechas entre los pobladores de la provincia de la complicidad del gobernador con los portugueses, sumado a esto su estancia por Brasil y su matrimonio con una portuguesa comprometían aún más al gobernador. Como resultado fue destituido del cargo y fue enviado a la Audiencia de Charcas, donde fue procesado y condenado. Más tarde también fue enviado a Buenos Aires en 1635, donde se lo hizo otro proceso en su contra, con el mismo resultado.